# Франклін (округ, Вермонт)
Шаблон:StateAbbr_ 44°51′27″ пн. ш. 72°54′43″ зх. д. / 44.85748° пн. ш. 72.912° зх. д.
Округ  Франклін (англ. Franklin County) — округ (графство) у штаті  Вермонт, США. Ідентифікатор округу 50011.

## Історія
Округ утворений 1792 року.

## Демографія
За даними перепису 2000 року загальне населення округу становило 45417 осіб, зокрема міського населення було 13206, а сільського — 32211. Серед мешканців округу чоловіків було 22533, а жінок — 22884. В окрузі було 16765 домогосподарств, 12194 родин, які мешкали в 19191 будинках. Середній розмір родини становив 3,08.
Віковий розподіл населення поданий у таблиці:
| Стать    | До 15 років | 15-21 | 22-29 | 30-39 | 40-49 | 50-65 | 65-85 | Понад 85 |
| -------- | ----------- | ----- | ----- | ----- | ----- | ----- | ----- | -------- |
| Чоловіки | 5431        | 2123  | 1950  | 3750  | 3759  | 3434  | 1924  | 162      |
| Жінки    | 5159        | 1959  | 2008  | 3846  | 3707  | 3287  | 2527  | 391      |

## Суміжні округи
- Brome-Missisquoi Regional County Municipality[en], Квебек, Канада — північ
- Орлінс — схід
- Ламойлл — південний схід
- Читтенден — південний захід
- Ґранд-Айл — захід
- Le Haut-Richelieu Regional County Municipality[en], Квебек, Канада — північний захід

## Виноски
1. ↑  https://publications.newberry.org/ahcb/documents/VT_Individual_County_Chronologies.htm
2. ↑  U.S. Decennial Census. United States Census Bureau. Архів оригіналу за 26 квітня 2015. Процитовано 29 червня 2015.
3. ↑  Historical Census Browser. University of Virginia Library. Архів оригіналу за 11 серпня 2012. Процитовано 29 червня 2015.
4. ↑  Forstall, Richard L., ред. (27 березня 1995). Population of Counties by Decennial Census: 1900 to 1990. United States Census Bureau. Процитовано 29 червня 2015.
5. ↑  Census 2000 PHC-T-4. Ranking Tables for Counties: 1990 and 2000 (PDF). United States Census Bureau. 2 квітня 2001. Процитовано 29 червня 2015.
6. ↑  State & County QuickFacts. United States Census Bureau. Архів оригіналу за 6 червня 2011. Процитовано 30 грудня 2013. [Архівовано 2011-06-06 у Wayback Machine.](англ.) Наведено за англійською вікіпедією.
7. ↑  American FactFinder. Бюро перепису населення США. Архів оригіналу за 26 лютого 2012. Процитовано 31 січня 2008. [Архівовано 2008-05-21 у Wayback Machine.]

| США | Це незавершена стаття з географії США. Ви можете допомогти проєкту, виправивши або дописавши її. |